# Banca centrale di Barbados
La banca centrale di Barbados è la banca centrale dello stato caraibico di Barbados.
Le monete e le banconote ufficiali che stampano e coniano è il dollaro di Barbados.